# Adeno asocirani virus
Adeno asocirani virus (AAV) je mali virus koji inficira ljude i neko druge primatne vrste. Nije poznato da AAV izaziva bolesti. Ovaj virus uzrokuje veoma blag imunski respons. Genska terapija vektorima koji koriste AAV može da inficira ćelije nezavisno od stupnja deobe i da istraje u ekstrahromozomskom stanju bez integrisanja u genom ćelija domaćina. Te osobine čine AAV veoma atraktivnim kandidatom za kreiranje viralnih vektora za gensku terapiju, kao i za kreiranje izogenih humanih modela bolesti. Nedavna klinička ispitivanja koristeći AAV za gensku terapiju retine su pokazala ohrabrujuće rezultate.

## Spoljašnje veze
- Genska terapija